# België op het Eurovisiesongfestival 2018

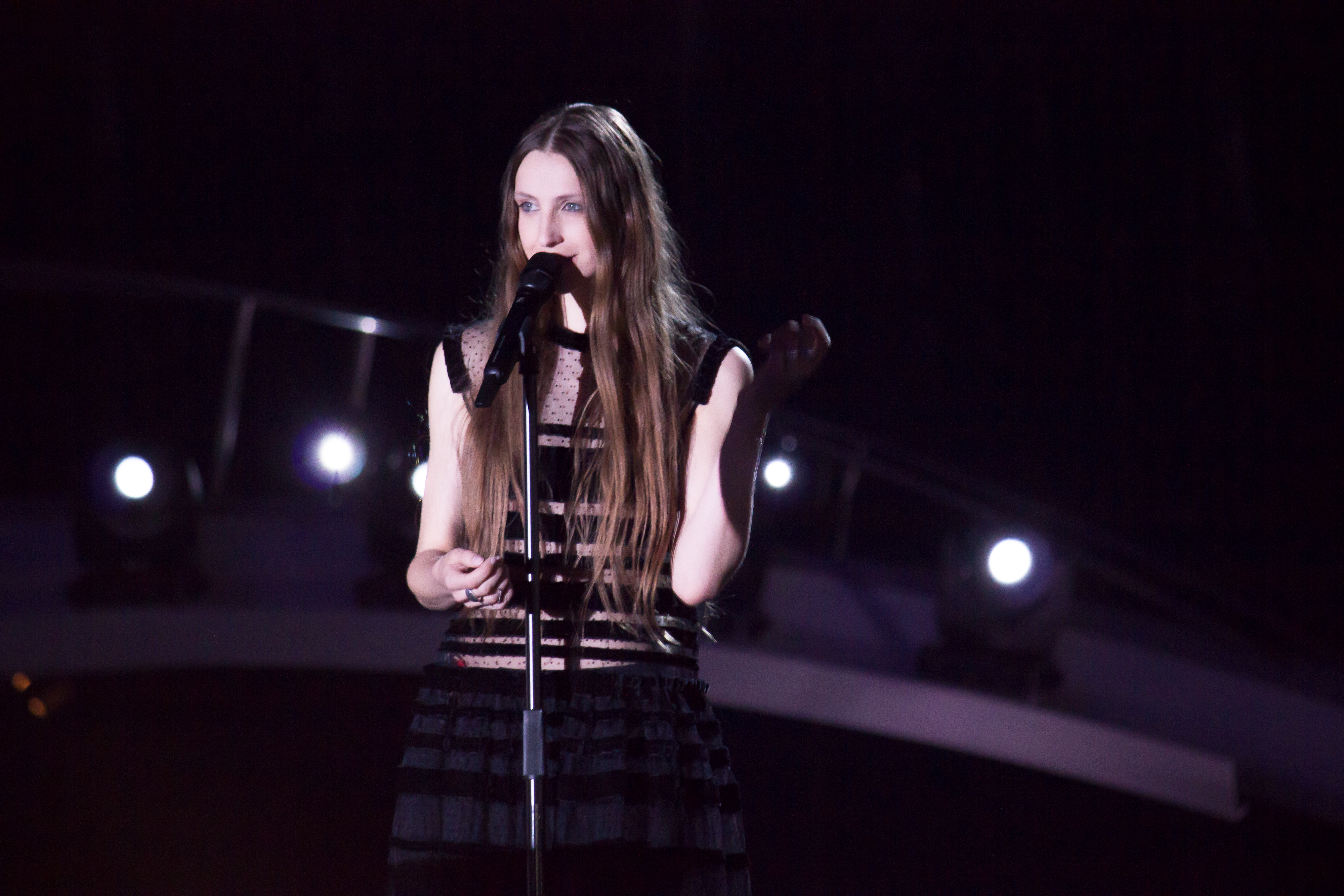
Sennek tijdens de repetities voor het Songfestival.

België nam deel aan het Eurovisiesongfestival 2018 in Lissabon, Portugal. Het was de 60ste deelname van het land op het Eurovisiesongfestival. De VRT was verantwoordelijk voor de Belgische bijdrage voor de editie van 2018. 

## Selectieprocedure
Reeds op 9 mei 2017 gaf de VRT te kennen te zullen deelnemen aan het Eurovisiesongfestival 2018. De openbare omroep gaf aan dat de Belgische kandidaat voor Lissabon intern zou worden geselecteerd. Op 28 september 2017 werd de naam van de artiest bekendgemaakt. De keuze viel op Sennek. Hiermee was België het eerste land dat zijn act voor het Eurovisiesongfestival 2018 presenteerde. De VRT was van plan om haar lied te presenteren op 6 maart 2018. Een dag eerder bleek echter dat haar nummer, dat als titel A matter of time kreeg, reeds gelekt was op het internet. Hierop besloot de VRT nog diezelfde dag de Belgische inzending voor Lissabon officieel voor te stellen.

## In Lissabon
België trad aan in de eerste helft van de eerste halve finale, op dinsdag 8 mei 2018. Sennek was als vierde van negentien artiesten aan de beurt, net na Eugent Bushpepa uit Albanië en gevolgd door Mikolas Josef uit Tsjechië. België wist zich niet te plaatsen voor de finale. Na afloop van het festival werd duidelijk dat België als twaalfde was geëindigd in de eerste halve finale, met 91 punten.

### Voting

#### Punten gegeven door België
| 1e halve finale | 1e halve finale | 1e halve finale |
| Score           | Televoting      | Jury            |
| --------------- | --------------- | --------------- |
| 12 punten       | Ierland         | Oostenrijk      |
| 10 punten       | Oostenrijk      | Tsjechië        |
| 8 punten        | Tsjechië        | Zwitserland     |
| 7 punten        | Cyprus          | Israël          |
| 6 punten        | Armenië         | Armenië         |
| 5 punten        | Spanje          | Ierland         |
| 4 punten        | Litouwen        | Albanië         |
| 3 punten        | Israël          | Cyprus          |
| 2 punten        | Finland         | Bulgarije       |
| 1 punten        | Griekenland     | IJsland         |

| Finale    | Finale     | Finale     |
| Score     | Televoting | Jury       |
| --------- | ---------- | ---------- |
| 12 punten | Nederland  | Oostenrijk |
| 10 punten | Israël     | Nederland  |
| 8 punten  | Frankrijk  | Zweden     |
| 7 punten  | Cyprus     | Tsjechië   |
| 6 punten  | Italië     | Israël     |
| 5 punten  | Denemarken | Duitsland  |
| 4 punten  | Ierland    | Cyprus     |
| 3 punten  | Oostenrijk | Frankrijk  |
| 2 punten  | Duitsland  | Albanië    |
| 1 punten  | Tsjechië   | Spanje     |

1956 · 1957 · 1958 · 1959 · 1960 · 1961 · 1962 · 1963 · 1964 · 1965 · 1966 · 1967 · 1968 · 1969 · 1970 · 1971 · 1972 · 1973 · 1974· 1975 · 1976 · 1977 · 1978 · 1979 · 1980 · 1981 · 1982 · 1983 · 1984 · 1985 · 1986 · 1987 · 1988 · 1989 · 1990 · 1991 · 1992 · 1993 · 1994 · 1995 · 1996 · 1997 · 1998 · 1999 · 2000 · 2001 · 2002 · 2003 · 2004 · 2005 · 2006 · 2007 · 2008 · 2009 · 2010 · 2011 · 2012 · 2013 · 2014 · 2015 · 2016 · 2017 · 2018 · 2019 · 2020 · 2021 · 2022 · 2023 · 2024 · 2025
Albanië · Armenië · Australië · Azerbeidzjan · België · Bulgarije · Cyprus · Denemarken · Duitsland · Estland · Finland · Frankrijk · Georgië · Griekenland · Hongarije · Ierland · IJsland · Israël · Italië · Kroatië · Letland · Litouwen · Macedonië · Malta · Moldavië · Montenegro · Nederland · Noorwegen · Oekraïne · Oostenrijk · Polen · Portugal · Roemenië · Rusland · San Marino · Servië · Slovenië · Spanje · Tsjechië · Verenigd Koninkrijk · Wit-Rusland · Zweden · Zwitserland